# Корнилије Сотник
Свештеномученик Корнилије Сотник, познат и као Корнилије Центурион и Корнилије Капетан (грч. Κορνήλιος, лат. Cornelius), био је официр римске војске у Кесарији Палестинској у чину центуриона (капетана), кога је по библијском сведочанству крстио апостол Петар, што је описано у Делима апостолским (Дела Ап. 10:1|-48).
Рођен је у Италији Тракијској, а живео је у Цезареји, центру Јудеје. У Делима апостолским о њему стоји: „У Кесарији бејаше један човек по имену Корнилије, капетан од чете која се зваше Талијанска, побожан и богобојажљив са целим домом својим, који даваше милостињу многим људима и мољаше се Богу без престанка“ (Д. А. 10, 1-2).
Корнилије је имао визију у којој му анђео Божји говори да су његове молитве услишене и упућује га да пошаље људе у град Јафу, где ће наћи Симона Петра. То се десило у исто време када и апостол Петар има визију о чистој и нечистој храни, где се противи да једе оне животиње које су нечисте по Мојсијевом закону, а глас му говори да не назива нечистим оно што је Бог очистио. (Дела 10:10-16). Када су се састали схавтили су да су те визије биле позив Божји да и пагани приме хришћанство. Апостол Петар је крстио Корнилије и то је било прво крштење незнабошца, како су Јевреји звали све оне који нису поштовали Мојсијев закон. То је био почетак крштења пагана и других нејевреја. Убрзо затим, апостол Петар је поставио Корнилија за епископа Цезареје. Заједно са њим и осталим апостолима проповедао је јеванђеље на територији Римског царства.
Доживео је дубоку старост проповедајући Јеванђеље.
Православна црква прославља Светог Корнилија 13. септембра по јулијанском календару.